# Piri Thomas
Piri Thomas (nombre de nacimiento Juan Pedro Tomas; 30 de septiembre de 1928 – El Cerrito (California), 17 de octubre de 2011) fue un poeta y escritor cubano-portorriqueño  cuyas memorias Por estas calles bravas se convirtió en un best-seller.

## Biografía
Thomas era hijo de una madre portorriqueña y un padre cubano. Su infancia en el vecindario del Spanish Harlem de Nueva York estaba trufada de crimen y violencia. Según Thomas, se esperaba que los niños fueran miembros de pandillas a una edad temprana, y Thomas no fue la excepción. Thomas también estuvo expuesto a la discriminación racial debido a su ascendencia afrolatino.
Thomas estuvo involucrado en temas de drogas, mafias y crimen. Mientras pasaba siete años en prisión por un intento de robo a mano armada, Thomas reflexionó sobre las enseñanzas de su madre y su padre, y se dio cuenta de que una persona no nace criminal. En consecuencia, decidió utilizar sus conocimientos de la calle y la prisión para llegar a los jóvenes en riesgo y ayudarlos a evitar una vida de crimen.

## Por estas calles bravas
En 1967, Thomas recibió fondos de la Fundación Rabinowitz para escribir y publicar su autobiografía Down These Mean Streets. En el libro, rememora su lucha por la supervivencia como puertorriqueño/cubano nacido y criado en los barrios de Nueva York. El libro, que fue impreso durante 52 años, fue prohibido en algunos lugares. He narrated the rampant racism of the pre-Civil Rights Act of 1964. Sos tros libros fueron Savior, Savior Hold My Hand; Seven Long Times; y Stories from El Barrio.

## Últimos años
Thomas fue precursor influyente del Movimiento Nuyoricano en el que también están los poetas Pedro Pietri, Miguel Algarín y Giannina Braschi, que escribió el estilo de vida neoyorquino en una mezcla de inglés y español. Thomas trabajó en un libro titulado A Matter of Dignity y en un film educativo llamado Dialogue with Society.
Thomas viajó por todo el mundo haciendo charlas, universidades y talleres de conducta. Fue el protagonista del film Every Child is Born a Poet: The Life and Work of Piri Thomas, de Jonathan Robinson.
El 17 de octubre de 2011, Thomas murió de pneumonía en su casa de El Cerrito (California).